# 存货管理 (商业)

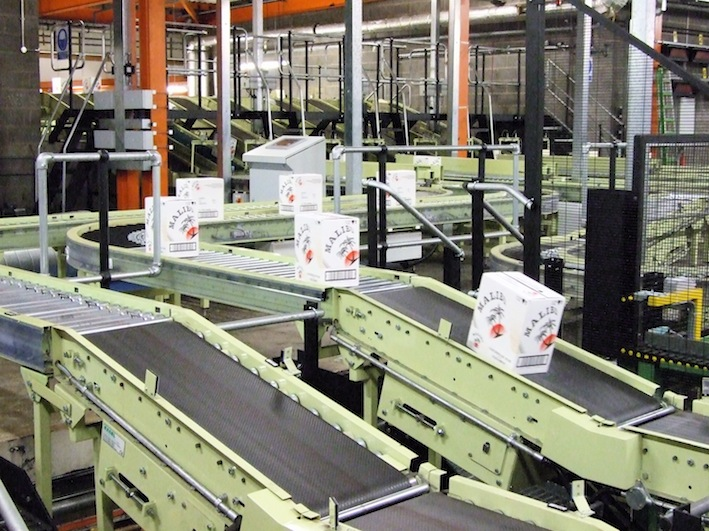
全自動化庫存系統

存货管理（Inventory management），也称为现场库存管理（field inventory management）、库存管理，是指了解公司库存结构以及如何应对不同库存需求的任务。这些需求受外部因素和内部因素的影响，并通过创建采购订单请求来平衡库存，以将供应保持在合理或规定的水平。库存管理对其他所有企业都至关重要。它包括与设定和审查库存目标相关的任务。

## 概述
零售企业的典型库存管理流程遵循以下顺序：
1. 门店向总部申请新的库存，
2. 总部向供应商发出采购订单，
3. 供应商发货，
4. 仓库接收货物，
5. 仓库存储并配送至门店，
6. 商店和/或消费者（例如批发商店）接收货物，
7. 商品在商店售出给顾客。

高德纳2017年的研究发现，许多企业在确定配送中心和门店库存量时，往往采取主观方法。他们认为，领先的企业有潜力在不影响销售的情况下，更有效地计算出最佳库存目标。

## 软件应用程序
库存管理软件是一种帮助高效管理库存的工具。虽然应用程序的功能各不相同，但大多数库存管理应用程序都为企业提供了一种结构化的方法来核算其设施内所有进出库存。企业可以节省与人工盘点、管理错误和减少库存缺货相关的成本。
通常，仅通过销售和退货来跟踪库存对于零售商来说是不够的，也无法满足客户多渠道期望的需求。客户希望零售商能够实时了解库存情况。这对于同时拥有线上和线下门店的零售商来说可能是一个挑战。
一个好的存货管理系统能够列出所有库存选项，并按大小和颜色排列，并提供关于畅销品、最差品、供应链和销售人员的实时报告。

## 重要性
在國內金融自由化、企業國際化及證券市場多元化等趨勢發展的影響下，財務管理（Financial Management）已成為企業營運需求上的重要一環，也是管理者極為關心的課題。財務管理的範疇極廣，主要為投資管理、融資管理、營運管理等，營運管理中的流動資產管理包括現金管理、應收帳款管理及存貨管理，其中以存貨管理（Inventory Management）為目前企業最為重視；依著名的摩爾定律（Moore's Law），電子運算之元件會集中縮小於晶片中，因科技之進步，使得運算能力每18個月會加倍，故導致高科技產品生命週期過短，一項新產品的銷售熱潮經常僅在3∼9個月，因此存貨管理就顯得更為重要。
存貨在資產負債表上屬於流動資產，然而就存貨管理的觀點而言，存貨並非資產而是成本的積壓，存貨不足雖然可能無法滿足客戶需求，流失部分訂單；然而過多的存貨亦會積壓公司資金，另依國內會計準則35號公報資產減損評估，若為呆滯品則會立即影響公司當期損益。

## 存貨的相關成本
和存貨有關的成本大致可被歸納為下列三種類型：
1. 持有成本（Carrying Cost）
2. 訂購成本（Ordering Cost）
3. 短缺成本（Shortage Cost）

### 持有成本
在市场营销中，持有成本(carrying cost)是指持有库存的总成本。这包括租金、水电费和人员工资等仓储成本，机会成本等财务成本，以及与易逝性、损耗和保险相关的库存成本。 存置成本还包括一些本可以作为其他用途的机会成本，比如响应客户的需求变化的能力的降低、改进项目的延缓实施，以及库存金额和直接费用。当货运成本为零，无多余库存时，持有成本就会最小化，就像在准时生产中一样。 

## 存貨的管理技術
為了使存貨總成本極小化，有以下幾種存貨管理技術：
1. ABC法：依存貨的價值來分類，通常A類存貨的價值最昂貴，管理上最為嚴格，再依序為B、C等。
2. JIT法：及時生產系統，將存貨維持在最低水準。
3. EOQ法：經濟訂購量，在考量訂購成本及持有成本下，求取存貨成本極小化。
4. MRP法：物料需求規劃，以資訊系統管理存貨之訂購與管制。

## 結論
為有效控制存貨，公司應定期計算存貨週轉率或存貨週轉天數，並編製貨齡分析表，用以檢討存貨狀況，才能達到有效監控存貨的目的。